# إعادة توجيه الصوفية
إعادة توجيه الصوفية (بالإنكليزية: Sufism Reoriented) هي مدرسة أمريكية للتدريب الروحي، ومقرها في والنوت كريك في كاليفورنيا أنشأها مهير بابا في عام 1952. وفي نوفمبر من ذلك العام، وقع على «إرشاد مهير بابا القانوني لإعادة توجيه الصوفية» وعين أيفي ديوس كأول مرشدة (دليلة روحية) للمدرسة.
صمم مهير بابا «إعادة توجيه الصوفية» كمدرسة روحية عالمية تعترف بنواة مركزية من الحب الإلهي في قلب جميع الأنظمة الروحية. أعاد مهر بابا تنظيم أنماط الحياة والتدريب الداخلي المرتبط بالصوفية القديمة وتكييفها لاحتياجات الطلاب الروحيين في أمريكا المعاصرة. حدد المبادئ المركزية للصوفية التي أعيد توجيهها على أنها الحب والخدمة: الحب النشيط لله وخدمة نشطة للآخرين في عالم الله.

## التسمية
الاسم الأصلي للمدرسة هو الجملة الإنكليزية Sufism Reoriented والتي تترجم حرفيا إلى "إعادة توجيه الصوفية" كما يمكن ترجمتها إلى "التصوف المعاد توجيهه" أو إعادة توجيه التوصوف". والفكرة من المدرسة هو إعادة تقديم الفكر الصوفي الشرقي القديم بشكل تصوف غربي جديد من دون المس بجوهر التصوف الأساسي. ولتحقيق هذا الأمر، يحاول المرشدون في المدرسة من تقديم الصوفية القديمة مرتدية ملابي (أو طقوس) عربية يتفهمها ويقبلها العقل الغربي المحدث.

## خلفية

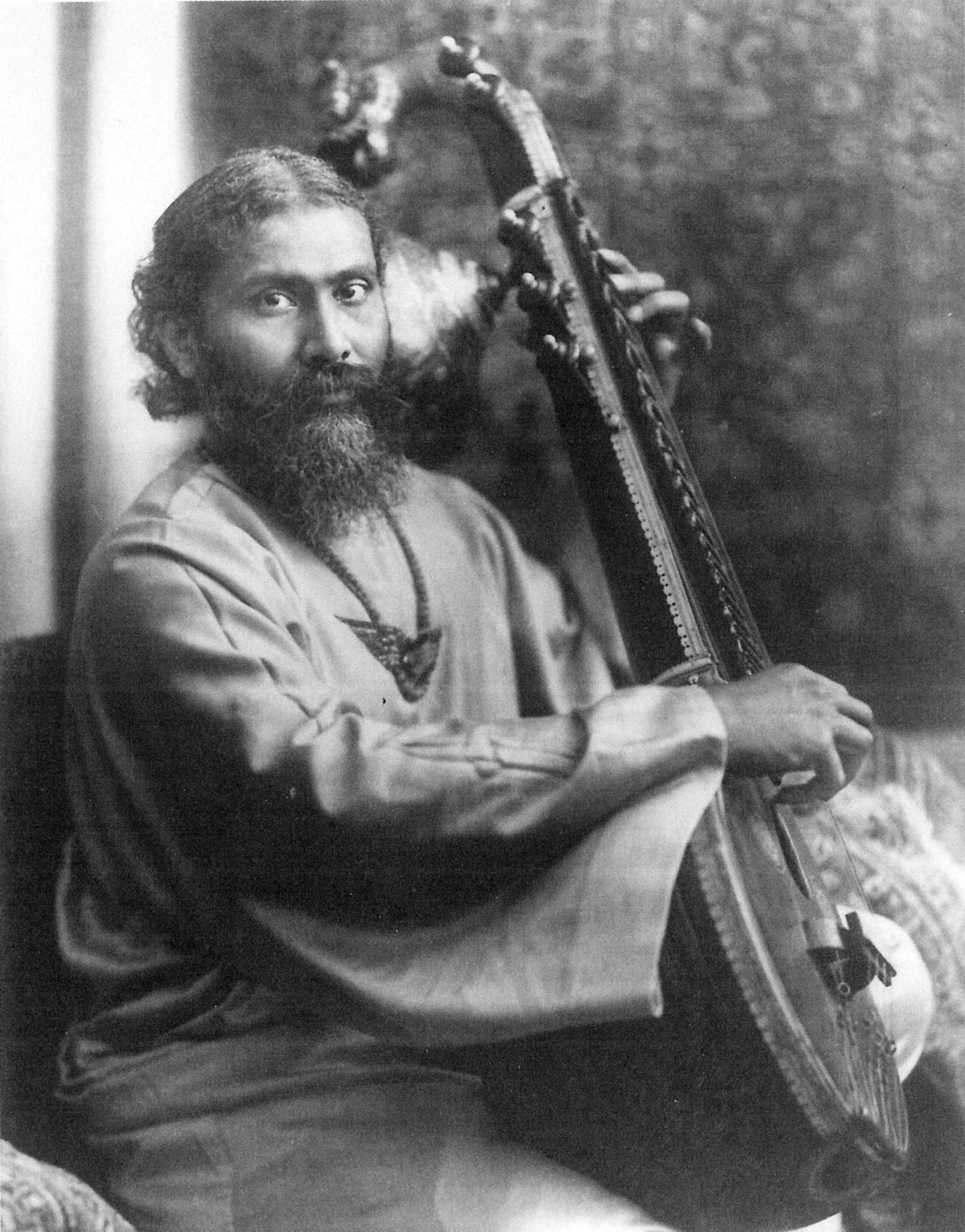
عنايات خان الذي نشر الصوفية في الغرب

وصلت الصوفية إلى الغرب بواسطة عنايات خان (1882-1927) في عام 1910. ثم عين ربيعة مارتن خليفة له ومرشدة الصوفية. في الأربعينيات من القرن الماضي، اعترفت ربيعة مارتن بمهير بابا بأنه الإله المتجسد (أفاتار) وبأنه السلطة الروحية السائدة في العصر واسلمت نفسها وترتيبها الروحي له. عينت آيفي أونيتا ديوس خلفا لها كمرشدة للنظام الصوفى. في عام 1948، استدعت ميرشا دوس إلى الهند من قبل مهير بابا الذي أكد دورها كمرشدة، وأعلن أنه يعتزم إعادة توجيه الصوفية تحت قيادته وقيادتها في المستقبل القريب لتتناسب مع الثقافة الغربية. وقد تحقق هذا في عام 1952 مع إنشاء مدرسة إعادة توجيه الصوفية.
يعتبر أعضاء إعادة توجيه الصوفية بأن مهير بابا هو التجسيد البشري الله وسلطة هذا العصر الروحية. وهذا يمثل خروجًا كبيرًا عن الصوفية إما في شكلها الإسلامي التقليدي، أو في الشكل الذي تدرسه عنايات خان. أكد مهر بابا أن الصوفية تسبق النبي محمد، وأنها بدأت بالنبي زرادشت في بلاد فارس.
أولئك الذين ينجذبون إلى إعادة التوجيها لصوفية يعترفون أيضًا بالتقرب مع المعلم الروحي للمدرسة، الذي يشغل منصب مرشد. مصطلح مرشد (للذكور) أو مرشده (للإناث) يعني دليل. يستخدم المصطلح في الصوفية التقليدية للإشارة إلى الشخصية الروحية التي تدير مدرسة صوفيّة. مهير بابا، الذي وصف نفسه بأنه مرشد المرشدين، تقبل ربيعة مارتن كأحدى أتباعه، ووافق على إرشادها وإرشاد جماعتها الصوفية. لكنها توفيت قبل مقابلة مهير شخصيا. وقبل وفاتها، عينت آيفي أونيتا ديوس (1895–1981) خليفة لها (المرشدة التالية) في النظام الصوفى. في عام 1952، عين مهير بابا ديوس كأول مرشده للصوفية المعاد توجيهها. أكد مهير بابا ذلك في الهند عند لقائه مع المرشده دوس هناك. وقبل وفاتها، عينت المرشدة دوس الدكتور جيمس سي بي ماكي (1932-2001) خلفًا لها. وهو بدوره، عين كارول ويلاند كونر، المرشدة الحالية، خلفا له.

## منشورات مهر بابا
الصوفية المعاد توجيهها (Sufism Reoriented) هي صاحبة حقوق النشر والناشرة للعديد من الكتب من تأليف ماهير بابا أو التي تتناوله، بما في ذلك أهم كتاب نشره مهير بابا وهو"الله يتكلم: موضوع الخلق والغرض منه" (God Speaks: the Theme of Creation and Its Purpose). كما أنها تمتلك وتنشر اشعاعات مهير بابا على البانوراما الروحية (Beams from Meher Baba on the Spiritual Panorama)، الحياة في أفضل حالاتها (Life At Its Best)، لمحات من الله الإنسان مهير بابا (Glimpses of the God-Man Meher Baba). وكتب أخرى. بالإضافة إلى ذلك، تمتلك العديد من الأفلام والصور الفوتوغرافية لبابا. وتشمل هذه الأفلام الملونة 16 مم التي أخذت من بابا خلال رحلته إلى الولايات المتحدة في عام 1956 من قبل شارمين ديوس نولز، ابنة مرشده أيفي وانيتا ديوس.

## الملاذ الجديد
بعد عقود من العمل في مرافق مؤقتة، بدأت الجمعية في بناء محمية جديدة ودائمة في 24 مايو 2012. تم افتتاح المعبد الجديد، الذي صممه المهندس المعماري فيليب جونسون آلان ريتشي رسميًا في 26 فبراير 2017. يقع الحرم على مساحة ثلاثة فدادين من الأرض في حي ساراناب في والنوت كريك، على بعد خمسة وعشرين ميلاً شرق سان فرانسيسكو. وقد وصفت كارول ويلاند كونر، المرشدة الحالية للمدرسة، الحرم على النحو التالي: 

## تسلسل خلافة المرشدين
| الاسم                | الإبتداء | الإنتهاء | ملاحظات                                                                             |
| -------------------- | -------- | -------- | ----------------------------------------------------------------------------------- |
| عنايات خان           | 1914     | 1927     | مؤسس النظام الصوفى في الغرب                                                         |
| ربيعة مارتن          | 1927     | 1947     | خلف روحي عنايت خان المعين                                                           |
| ايفي أونيتا ديوس     | 1947     | 1981     | خليفة ربيعة مارتن وأول مرشده من الصوفية الجديدة المعاد توجيهها بموجب توجيه مهر بابا |
| الدكتور جيمس ماكي    | 1981     | 2001     |                                                                                     |
| د. كارول ويلاند كونر | 2001     |          | المرشدة الحالية لمدرسة "إعادة توجيه الصوفية"                                        |

## روابط خارجية
- الموقع الرسمي للصوفية المعاد توجيهها
- رسالة من المرشده ربيعة مارتن إلى مهير بابا بتاريخ 24 أغسطس 1945
- من الذي أحضر مجموعة عنايات خان الصوفية إلى مهير بابا
- إعادة توجيه الصوفية - بعد خمسون سنة
- مقالة حول المرشدة كارول ويلاند كونر
- مقابلة مع المرشده كونر
- افتتاح معبد صوفي الجديد في منطقة ساراناب
- تاريخ الحرم